# Carl-Ivar Nilsson
Carl-Ivar Nilsson, folkbokförd Carl Ivar Nilsson, född 29 mars 1940 i Kungsholms församling i Stockholm, död 11 juli 2004 i Maria Magdalena församling i Stockholm, var en svensk skådespelare.

## Biografi
Carl-Ivar Nilsson genomgick Calle Flygare Teaterskola i Stockholm 1961–1963. Åren 1963–1966 studerade han vid scenskolan i Göteborg och fick sedan engagemang vid Göteborgs Stadsteater där han arbetade fram till 1969. Under 1970-talet var han anställd vid Riksteatern och Folkteatern, Göteborg.
Han blev känd för svenska folket som den hetlevrade mackägaren Willy Strid i TV-serien Hem till byn som började sändas 1971. Han spelade rollen i sju omgångar fram till 2002. Han medverkade även i många andra TV-produktioner och filmer, exempelvis Raskens (1976), Linje Lusta (1981), Varuhuset (1987) och Fasadklättraren (1991). Under 1980-talet återfanns Nilsson på Stockholms Stadsteater och Dramaten. Från 1986 frilansade han på olika scener. Han var socialt engagerad och ställde ofta upp som konferencier vid välgörenhetsgalor.
Nilsson omkom 2004 vid en lägenhetsbrand på Södermalm i Stockholm. Han efterlämnade sin livskamrat Dan Aronsson (tidigare Engström) samt sonen Carl Pontus Hjorthén från ett samboförhållande med Liliane Hjorthén. Sonen gjorde 2009, i samarbete med Martin Jönsson, filmen Hemligheten om Carl-Ivar Nilssons liv.

## Filmografi

### Film
- 1981 – Linje Lusta
- 1983 – Mannen utan själ
- 1984 – Åke och hans värld
- 1984 – Slagskämpen
- 1988 – PS Sista sommaren
- 1993 – Stockholm Marathon

### TV-filmer
- 1981 – Olsson per sekund eller Det finns ingen anledning till oro
- 1983 – Gråtvalsen
- 1983 – München–Atén (TV-teater)
- 1984 – Se upp för sjöjungfrur!

### TV-serier
- 1966 – Blå gatan
- 1969 – Friställd
- 1971 – Hem till byn
- 1973 – Hem till byn
- 1976 – De lyckligt lottade
- 1976 – Raskens
- 1976 – Hem till byn
- 1978 – Forskaren
- 1980 – Zoo story
- 1981 – Stjärnhuset
- 1982 – Time Out
- 1983 – Farmor och vår Herre
- 1983 – Mäster Olof
- 1987 – Hästens öga
- 1987 – Varuhuset (Kriminalpolis Palm)
- 1988 – Kråsnålen
- 1990 – Hem till byn
- 1991 – Fasadklättraren
- 1991 – Tre kärlekar (TV-serie gästroll)
- 1995 – Hem till byn
- 1999 – Hem till byn
- 2002 – Hem till byn

## Teater

### Roller (ej komplett)
| År   | Roll  | Produktion                        | Regi           | Teater |
| ---- | ----- | --------------------------------- | -------------- | ------ |
| 1983 |       | The Boys in the Band Mart Crowley | Börje Ahlstedt | Folkan |
| 1988 |       | Linje Lusta Tennessee Williams    | Georg Malvius  | Folkan |
| 1989 | Polis | Det stannar i familjen Ray Cooney | Brian Howard   | Folkan |